# Gaurax maculipennis
Gaurax maculipennis är en tvåvingeart som först beskrevs av Zetterstedt 1848.  Gaurax maculipennis ingår i släktet Gaurax och familjen fritflugor. Arten är reproducerande i Sverige. Inga underarter finns listade i Catalogue of Life.